# 長峯滉希
長峯 滉希（ながみね こうき、英:NAGAMINE Koki、1991年11月1日 - ）は、栃木県出身のサッカー審判員。栃木県那須塩原市在住。

## 来歴
宇都宮白楊高校、富士大学、ヴェルフェ矢板でサッカーを続ける傍ら、富士大学在学中に審判の資格取得を始め、26歳の2017年12月に1級登録されると2019年には日本フットボールリーグ (JFL) の主審として10試合を担当。同シーズンの優秀レフェリー賞を受賞した。翌2020年にはJリーグ担当へと昇格し、2021年11月28日第41節ブラウブリッツ秋田対東京ヴェルディ戦においてJ2リーグの主審デビューを果たす。また、同年12月28日には第100回全国高等学校サッカー選手権大会の開幕戦となる関東第一対中津東戦の主審に抜擢。翌年の2022年より正式にJ2担当へ昇格し20試合の主審を担当した。さらに同年にはルヴァンカップの主審2試合も担当。
2023年1月19日、2022シーズン限りで審判員を引退した佐藤隆治に代わって国際審判員に登録されたことを日本サッカー協会が発表した。これまでAFCアカデミーへの参加や荒木友輔や小泉朝香とともに2022年10月にイングランドへの派遣はあったものの、J1リーグを1度も担当することなく国際登録されるケースは極めて異例である。国際登録から約1年半後となる2024年8月25日のJ1第28節サンフレッチェ広島対柏レイソル戦でJ1デビューを果たした。
2025年1月23日、日本サッカー協会は長峯とプロフェッショナルレフェリー契約を締結したことを明らかにした。

## 挿話
- 元々本業は県立高校の教諭だった[1]が、審判員の活動に専念するために2022年春をもって栃木県を退職した。その後、ヴェルフェ矢板時代のチームメイトの高橋祐樹の誘いを受けて、2024年春から矢板中央高校の非常勤講師を務めると共に、同校サッカー部の指導を任されていた[9]。

## 経歴
- 1級審判員登録：2017年12月[10]
- Jリーグ(J2)初主審：2021年11月28日 ブラウブリッツ秋田対東京ヴェルディ戦（ソユースタジアム）
- Jリーグ(J3)初主審：2019年10月5日 いわてグルージャ盛岡対ヴァンラーレ八戸戦（北上総合運動公園北上陸上競技場）[11]
- Jリーグ(J3)初副審：2019年3月24日 カターレ富山対ザスパクサツ群馬戦（富山県総合運動公園陸上競技場）[12]

## 出場記録

### 国内公式戦
| 国内大会個人成績 | 国内大会個人成績 | 国内大会個人成績 | 国内大会個人成績 | 国内大会個人成績 | 国内大会個人成績 | 国内大会個人成績 | 国内大会個人成績 | 国内大会個人成績 | 国内大会個人成績 | 国内大会個人成績 |
| 年度             | J1               | J1               | J2               | J2               | J3               | J3               | リーグ杯         | リーグ杯         | 天皇杯           | 天皇杯           |
| 年度             | 主審             | 副審             | 主審             | 副審             | 主審             | 副審             | 主審             | 副審             | 主審             | 副審             |
| ---------------- | ---------------- | ---------------- | ---------------- | ---------------- | ---------------- | ---------------- | ---------------- | ---------------- | ---------------- | ---------------- |
| 2018             | -                | -                | -                | -                | -                | -                | -                | -                | 0                | 1                |
| 2019             | 0                | 0                | 0                | 0                | 1                | 10               | 0                | 0                | 1                | 0                |
| 2020             | 0                | 0                | 0                | 0                | 17               | 0                | 0                | 0                | 0                | 0                |
| 2021             | 0                | 0                | 1                | 0                | 13               | 0                | 0                | 0                | 1                | 0                |
| 2022             | 0                | 0                | 20               | 0                | 0                | 0                | 2                | 0                | 0                | 0                |
| 2023             | 0                | 0                | 3                | 0                | 4                | 0                | 0                | 0                | 1                | 0                |
| 2024             | 2                | 0                | 16               | 0                | 0                | 0                | 1                | 0                | 3                | 0                |
| 通算             | 2                | 0                | 40               | 0                | 35               | 10               | 3                | 0                | 6                | 1                |

- 日本フットボールリーグ(JFL)

| JFL個人成績 | JFL個人成績 | JFL個人成績 |
| 年度        | 主審        | 副審        |
| ----------- | ----------- | ----------- |
| 2016        | 0           | 3           |
| 2017        | 0           | 2           |
| 2018        | 0           | 12          |
| 2019        | 10          | 0           |
| 通算        | 10          | 17          |

- その他の国内公式戦
  - 日本クラブユースサッカー選手権
  - 全国高等学校総合体育大会サッカー競技大会
  - 全国高等学校サッカー選手権
  - 高円宮杯 JFA U-18サッカープレミアリーグ
  - 関東大学サッカーリーグ
  - 全日本大学サッカー選手権
  - 全国地域サッカーチャンピオンズリーグ

### 国際試合
- 2024
  - AFC U17アジアカップ2024 予選（英語版）
  - 2024 AFF三菱電機カップ（英語版）
- 2025
  - 2024-25 ASEANクラブチャンピオンシップ（英語版）
  - AFC U17アジアカップ2025

## 決勝担当
| 開催年月日    | 大会                                     | 対戦カード            | 対戦カード            | 結果 | 会場                                         | 担当  |
| ------------- | ---------------------------------------- | --------------------- | --------------------- | ---- | -------------------------------------------- | ----- |
| 2017年8月2日  | 第41回日本クラブユースサッカー選手権大会 | 浦和レッズユース      | FC東京U-18            | 0-2  | 味の素フィールド西が丘                       | 第4審 |
| 2025年4月21日 | AFC U17アジアカップ2025                  | U17ウズベキスタン代表 | U17サウジアラビア代表 | 2-0  | キング・ファハド・スポーツシティ・スタジアム | AVAR  |

## 受賞歴
- 2019年 第21回日本フットボールリーグ優秀レフェリー賞